# Nyköpings BK
Nyköpings BK var en idrottsförening från Nyköping i Södermanland bildad 1929 genom en sammanslagning av fotbollslagen från Nyköpings AIK och Nyköpings SK. Man spelade i Division III Östsvenskan under denna tid.